# Onderneming van het Jaar
Met de titel Onderneming van het Jaar wil men een bedrijf in Vlaanderen bekronen dat voortdurend investeert in groei op nationaal en internationaal vlak. Met deze trofee wil men de prestaties van durf, ondernemerschap, inzet en visie in de kijker stellen. Deze jaarlijkse enquête tussen de verschillende bedrijven wordt georganiseerd door het accountancy- en adviesbureau Ernst & Young, in samenwerking met de financiële krant De Tijd en de bank BNP Paribas Fortis.

## Winnaars
- 2023: Willy Naessens Group: build, concrete, pools, food en invest.
- 2022: Aliaxis: buizenproducent
- 2021: Aertssen Group: infrastructuurwerken, hijsprojecten, uitzonderlijk transport en de opslag en assemblage van zware landbouw- en constructiemachines.
- 2020: Stow: rekkenbouwer
- 2019: Kinepolis: bioscoopbedrijf
- 2018: Ardo: diepvriesgroentebedrijf
- 2017: WDP: de verhuur en de ontwikkeling van semi-industriële en logistieke magazijnen
- 2016: VYNCKE: verbrandingsketelbouwer
- 2015: DEME: baggerwerken en landwinning
- 2014: Katoen Natie: logistiek
- 2013: Willemen Groep: internationaal actief in de bouwsector als aannemer, toeleverancier en projectontwikkelaar
- 2012: La Lorraine Bakery Group: producent en distributeur van verse broodproducten en patisserie
- 2011: Soudal: producent en exporteur van innovatieve chemische bouwspecialiteiten
- 2010: Taminco: producent van alkylamines en afgeleide producten
- 2009: Studio 100: amusementssector en multimedia (tv-producties, shows, bioscoopfilms en themaparken)
- 2008: Cartamundi: producent van speelkaarten en verzamelkaarten
- 2007: Groep H. Essers: gepersonaliseerde en geïntegreerde transport- en logistiekoplossingen
- 2006: Metris: ontwikkeling van dimensionele meetsystemen voor de auto- en vliegtuigindustrie (later overgenomen door Nikon)
- 2005: Option: ontwikkeling van hardware en software voor draadloze technologie
- 2004: Deceuninck: producent van raam-, deur- en bouwprofielen
- 2003: Miko Products: koffieservice- en kunststofverpakkingsspecialist
- 2002: Omega Pharma: farmaceutische en verzorgingssector
- 2001: Resilux: petverpakkingen
- 2000: Melexis: elektronische sensoren en halfgeleiders
- 1999: Sioen Industries: wereldmarktleider in gecoat technisch textiel
- 1998: Compex: ontwikkeling van gespecialiseerde software- en technologieprocessen voor de drank- en voedingsindustrie (in 2001 overgenomen door Siemens)
- 1997: Icos Vision Systems: producent van inspectiesystemen voor de halfgeleidersector (thans overgenomen door het Amerikaanse halfgeleiderbedrijf KLA-Tencor)
- 1996: ECA: ontwikkeling, productie en montage van lederen autobekleding
- 1995: Real Software: softwarebedrijf (ging later samen met Dolmen en heet thans Realdolmen)

In het Franstalige landsgedeelte wordt "L'Entreprise de l'Année" georganiseerd.